# 一の濱音吉
一の濱 音吉（いちのはま おときち、1868年7月17日（慶応4年5月28日） - 1906年（明治39年）6月11日）は、摂津国豊島郡豊中村（現・大阪府豊中市大島町）出身の大相撲力士。本名は高橋 乙吉。大阪相撲で活躍し最高位は大関。

## 大阪相撲時代
8代猪名川に入門、一の濱を名乗り1888年（明治21年）9月見習が初見。一時広角組に加わるが1894年（明治27年）4月入幕。174cm100kgの筋肉質の体格で左差しからの寄り、吊り、投げを得意とした。
1897年（明治30年）9月小結、1898年（明治31年）4月関脇。同年10月には大関となるがこの場所4勝4敗1分の五分ながら1899年（明治32年）6月は関脇に下げられた。この場所6勝1敗1分1預の好成績ながら翌1900年（明治33年）6月も関脇に止められたため、力士の間からクレームがつき大関格で出場した。
病気がちで休場が多く1902年（明治35年）6月は小結に下がった。さらに1903年（明治36年）1月には前頭筆頭となったがこの場所35連勝中の新横綱若島権四郎を破ったほか上位を総ナメにして8勝1休の優勝相当成績で最後の華を飾った。同年5月限りで引退、一代頭取一の濱となったが1905年（明治38年）1月限りで廃業。

## 貸座敷経営
1905年頃、大阪市で貸座敷「一の濱楼」を経営した。1906年（明治39年）6月11日37歳で死去。